# American VI: Ain't No Grave
American VI: Ain't No Grave är ett album av Johnny Cash, släppt i februari 2010. Albumet var det andra i hans American Recordings-serie som gavs ut postumt och det spelades in under samma sessioner som American V: A Hundred Highways.
Albumet hade den 30 april 2010 legat på Sverigetopplistan i 27 veckor och nått en bästaplacering som nr 9.

## Låtlista
1. "Ain't No Grave" (Claude Ely) – 2:53
2. "Redemption Day" (Sheryl Crow) – 4:22
3. "For the Good Times" (Kris Kristofferson) – 3:22
4. "I Corinthians 15:55" (Johnny Cash) – 3:38
5. "Can't Help but Wonder Where I'm Bound" (Tom Paxton) – 3:26
6. "A Satisfied Mind" (Red Hayes, Jack Rhodes) – 2:48
7. "I Don't Hurt Anymore" (Don Robertson, Walter E. Rollins) – 2:45
8. "Cool Water" (Bob Nolan) – 2:53
9. "Last Night I Had the Strangest Dream" (Ed McCurdy) – 3:14
10. "Aloha Oe" (Lili'uokalani) – 3:00

## Medverkande musiker
- Johnny Cash – sång, gitarr
- Scott Avett – banjo på "Ain't No Grave"
- Seth Avett – fotsteg och kedjor på "Ain't No Grave"
- Mike Campbell – gitarr
- Smokey Hormel – gitarr
- Jonny Polonsky – gitarr
- Matt Sweeney – gitarr
- Benmont Tench – piano, cembalo, orgel